# Scottish Premier League 2009-2010
La Scottish Premier League 2009-2010 (denominata per ragioni di sponsorizzazione Clydesdale Bank Scottish Premier League) è stata la 113ª edizione della massima serie del campionato scozzese di calcio, disputato tra il 15 agosto 2009 e il 9 maggio 2010 e concluso con la vittoria dei Rangers, al loro cinquantatreesimo titolo, il secondo consecutivo.
Capocannoniere del torneo è stato Kris Boyd (Rangers) con 23 reti.

## Stagione

### Novità
Dalla First Division 2008-2009 è stato promosso il St. Johnstone, che sostituisce l'Inverness, retrocesso al termine della stagione precedente.

### Formula
La stagione era divisa in due fasi: nella prima fase le dodici squadre partecipanti si incontrarono tra di loro per tre volte, per un totale di 33 incontri per squadra. Nella seconda fase venivano disputate le poule per il titolo e quelle per la retrocessione: alla poule per il titolo partecipavano le prime sei classificate, alla poule retrocessione le ultime sei; veniva conservato il punteggio della prima fase; in questa seconda fase le sei squadre di ogni girone incontrarono le altre in gare di sola andata per un totale di cinque ulteriori incontri.
Al termine della stagione la squadra ultima classificata retrocedeva.

## Squadre partecipanti
| Club                | Stagione | Città      | Stadio             | Stagione precedente                           |
| ------------------- | -------- | ---------- | ------------------ | --------------------------------------------- |
| Aberdeen            | dettagli | Aberdeen   | Pittodrie Stadium  | 4º posto in Scottish Premier League           |
| Celtic              | dettagli | Glasgow    | Celtic Park        | 2º posto in Scottish Premier League           |
| Dundee Utd          | dettagli | Dundee     | Tannadice Park     | 5º posto in Scottish Premier League           |
| Falkirk             | dettagli | Falkirk    | Falkirk Stadium    | 10º posto in Scottish Premier League          |
| Hamilton Academical | dettagli | Hamilton   | New Douglas Park   | 9º posto in Scottish Premier League           |
| Hearts              | dettagli | Edimburgo  | Tynecastle Stadium | 3º posto in Scottish Premier League           |
| Hibernian           | dettagli | Edimburgo  | Easter Road        | 6º posto in Scottish Premier League           |
| Kilmarnock          | dettagli | Kilmarnock | Rugby Park         | 8º posto in Scottish Premier League           |
| Motherwell          | dettagli | Motherwell | Fir Park           | 7º posto in Scottish Premier League           |
| Rangers             | dettagli | Glasgow    | Ibrox Stadium      | 1º posto in Scottish Premier League           |
| St. Johnstone       | dettagli | Perth      | McDiarmid Park     | 1º posto in Scottish First Division, promosso |
| St. Mirren          | dettagli | Paisley    | St. Mirren Park    | 11º posto in Scottish Premier League          |

## Stagione regolare

### Classifica finale
Fonte:
|  | Pos. | Squadra             | Pt | G  | V  | N  | P  | GF | GS | DR  |
|  | ---- | ------------------- | -- | -- | -- | -- | -- | -- | -- | --- |
|  | 1.   | Rangers             | 77 | 33 | 23 | 8  | 2  | 73 | 22 | +51 |
|  | 2.   | Celtic              | 66 | 33 | 20 | 6  | 7  | 62 | 35 | +27 |
|  | 3.   | Dundee Utd          | 59 | 33 | 16 | 11 | 6  | 51 | 39 | +12 |
|  | 4.   | Hibernian           | 50 | 33 | 14 | 8  | 11 | 47 | 43 | +4  |
|  | 5.   | Motherwell          | 48 | 33 | 12 | 12 | 9  | 39 | 38 | +1  |
|  | 6.   | Hearts              | 44 | 33 | 12 | 8  | 13 | 32 | 39 | -7  |
|  | 7.   | St. Johnstone       | 41 | 33 | 11 | 8  | 14 | 50 | 54 | -4  |
|  | 8.   | Hamilton Academical | 36 | 33 | 9  | 9  | 15 | 29 | 43 | -14 |
|  | 9.   | Aberdeen            | 34 | 33 | 8  | 10 | 15 | 31 | 46 | -15 |
|  | 10.  | Kilmarnock          | 29 | 33 | 7  | 8  | 18 | 26 | 44 | -18 |
|  | 11.  | St. Mirren          | 28 | 33 | 6  | 10 | 17 | 32 | 45 | -13 |
|  | 12.  | Falkirk             | 28 | 33 | 6  | 10 | 17 | 30 | 54 | -24 |

Legenda:
      Ammesse alla poule per il titolo
      Ammesse alla poule salvezza
Regolamento:
Tre punti a vittoria, uno a pareggio, zero a sconfitta.
A parità di punti, le posizioni in classifica venivano determinate sulla base della differenza reti.

## Poule per il titolo/salvezza

### Classifica finale
Fonte:
|       | Pos. | Squadra             | Pt | G  | V  | N  | P  | GF | GS | DR  |
| ----- | ---- | ------------------- | -- | -- | -- | -- | -- | -- | -- | --- |
|       | 1.   | Rangers             | 87 | 38 | 26 | 9  | 3  | 82 | 28 | +54 |
|       | 2.   | Celtic              | 81 | 38 | 25 | 6  | 7  | 75 | 39 | +36 |
| [ 4 ] | 3.   | Dundee Utd          | 63 | 38 | 17 | 12 | 9  | 55 | 47 | +8  |
|       | 4.   | Hibernian           | 54 | 38 | 15 | 9  | 14 | 58 | 55 | +3  |
|       | 5.   | Motherwell          | 53 | 38 | 13 | 14 | 11 | 52 | 54 | -2  |
|       | 6.   | Hearts              | 48 | 38 | 13 | 9  | 16 | 35 | 46 | -11 |
|       |      |                     |    |    |    |    |    |    |    |     |
|       | 7.   | Hamilton Academical | 49 | 38 | 13 | 10 | 15 | 39 | 46 | -7  |
|       | 8.   | St. Johnstone       | 47 | 38 | 12 | 11 | 15 | 57 | 61 | -4  |
|       | 9.   | Aberdeen            | 41 | 38 | 10 | 11 | 17 | 36 | 52 | -16 |
|       | 10.  | St. Mirren          | 34 | 38 | 7  | 13 | 18 | 36 | 49 | -13 |
|       | 11.  | Kilmarnock          | 33 | 38 | 8  | 9  | 21 | 29 | 51 | -22 |
|       | 12.  | Falkirk             | 31 | 38 | 6  | 13 | 19 | 31 | 57 | -26 |

Legenda:
      Campione di Scozia e qualificato alla fase a gironi della UEFA Champions League 2010-2011.
      Qualificato al terzo turno preliminare della UEFA Champions League 2010-2011.
      Qualificato ai play-off della UEFA Europa League 2010-2011.
      Qualificato al turni preliminari della UEFA Europa League 2010-2011.
      Retrocesso in Scottish First Division 2010-2011.
Regolamento:
Tre punti a vittoria, uno a pareggio, zero a sconfitta.
A parità di punti, le posizioni in classifica venivano determinate sulla base della differenza reti.

## Statistiche

### Squadre

#### Capoliste solitarie
|    | —— | —— | —— | ——     | ——     | ——     | ——  | ——     | ——     | ——      | ——      | ——      | ——      | ——      | ——      | ——      | ——      | ——      | ——      | ——      | ——      | ——      | ——      | ——      | ——      | ——      | ——      | ——      | ——      | ——      | ——      | ——      | ——      | ——      | ——      | ——      | ——      | —— |  |
|    |    |    |    | Celtic | Celtic | Celtic | Ran | Celtic | Celtic | Rangers | Rangers | Rangers | Rangers | Rangers | Rangers | Rangers | Rangers | Rangers | Rangers | Rangers | Rangers | Rangers | Rangers | Rangers | Rangers | Rangers | Rangers | Rangers | Rangers | Rangers | Rangers | Rangers | Rangers | Rangers | Rangers | Rangers | Rangers |    |  |
|    |    |    |    |        |        |        |     |        |        |         |         |         |         |         |         |         |         |         |         |         |         |         |         |         |         |         |         |         |         |         |         |         |         |         |         |         |         |    |  |
|    |    |    |    |        |        |        |     |        |        |         |         |         |         |         |         |         |         |         |         |         |         |         |         |         |         |         |         |         |         |         |         |         |         |         |         |         |         |    |  |
| 1ª | 2ª | 3ª | 4ª | 5ª     | 6ª     | 7ª     | 8ª  | 9ª     | 10ª    | 11ª     | 12ª     | 13ª     | 14ª     | 15ª     | 16ª     | 17ª     | 18ª     | 19ª     | 20ª     | 21ª     | 22ª     | 23ª     | 24ª     | 25ª     | 26ª     | 27ª     | 28ª     | 29ª     | 30ª     | 31ª     | 32ª     | 33ª     | 34ª     | 35ª     | 36ª     | 37ª     | 38ª     |    |  |

#### Primati stagionali
- Maggior numero di vittorie: Rangers (26)
- Minor numero di sconfitte: Rangers (3)
- Migliore attacco: Rangers (82 goal segnati)
- Miglior difesa: Rangers (28 goal subiti)
- Miglior differenza reti: Rangers (+54)
- Maggior numero di pareggi: Motherwell (14)
- Minor numero di pareggi: Celtic (6)
- Minor numero di vittorie: Falkirk (6)
- Maggior numero di sconfitte: Kilmarnock (21)
- Peggiore attacco: Kilmarnock (29 goal segnati)
- Peggior difesa: St. Johnstone (61 goal subiti)
- Peggior differenza reti: Falkirk (-26)

### Individuali

#### Classifica marcatori
| Gol | Rigori |  | Giocatore            | Squadra       |
| --- | ------ |  | -------------------- | ------------- |
| 23  | 4      |  | Kris Boyd            | Rangers       |
| 21  | 3      |  | Anthony Stokes       | Hibernian     |
| 18  | 2      |  | Kenny Miller         | Rangers       |
| 13  |        |  | Derek Riordan        | Hibernian     |
| 13  | 2      |  | Jon Daly             | Dundee United |
| 12  | 1      |  | Lukas Jutkiewicz     | Motherwell    |
| 12  | 3      |  | Robbie Keane         | Celtic        |
| 11  |        |  | John Sutton          | Motherwell    |
| 10  |        |  | Marc-Antoine Fortuné | Celtic        |
| 10  |        |  | Scott McDonald       | Celtic        |
| 10  |        |  | Giōrgos Samaras      | Celtic        |

#### Giocatore del mese
Di seguito i vincitori.
| Mese      | Giocatore         | Squadra    |
| --------- | ----------------- | ---------- |
| Agosto    | Danny Cadamarteri | Dundee Utd |
| Settembre | Derek Riordan     | Hibernian  |
| Ottobre   | Liam Miller       | Hibernian  |
| Novembre  | Andy Webster      | Dundee Utd |
| Dicembre  | Kris Boyd         | Rangers    |
| Gennaio   | Steven Davis      | Rangers    |
| Febbraio  | David Weir        | Rangers    |
| Marzo     | Robbie Keane      | Celtic     |
| Aprile    | Kenny Miller      | Rangers    |